# Lijst van county's in Tennessee
De Amerikaanse staat Tennessee is onderverdeeld in 95 county's, die weer zijn gegroepeerd in drie regio's (Grand Divisions).

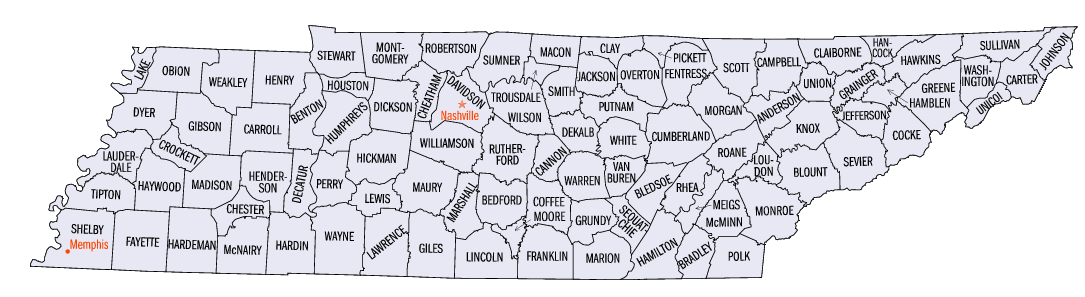
County's van Tennessee

| County     | Inwoners 1 juli 2007 | Hoofdplaats   | Inwoners 1 juli 2007 |
| ---------- | -------------------- | ------------- | -------------------- |
| Anderson   | 73.471               | Clinton       | 9541                 |
| Bedford    | 44.062               | Shelbyville   | 19.477               |
| Benton     | 12.267               | Camden        | 3679                 |
| Bledsoe    | 13.084               | Pikeville     | 1887                 |
| Blount     | 119.855              | Maryville     | 26.766               |
| Bradley    | 95.443               | Cleveland     | 39.190               |
| Campbell   | 40.771               | Jacksboro     | 2035                 |
| Cannon     | 13.432               | Woodbury      | 2542                 |
| Carroll    | 28.919               | Huntingdon    | 4155                 |
| Carter     | 59.198               | Elizabethton  | 13.925               |
| Cheatham   | 39.112               | Ashland City  | 4538                 |
| Chester    | 16.142               | Henderson     | 6315                 |
| Claiborne  | 31.270               | Tazewell      | 2145                 |
| Clay       | 7870                 | Celina        | 1349                 |
| Cocke      | 35.337               | Newport       | 7449                 |
| Coffee     | 51.741               | Manchester    | 9803                 |
| Crockett   | 12.233               | Alamo         | 2326                 |
| Cumberland | 53.040               | Crossville    | 11.268               |
| Davidson   | 619.626              | Nashville     | 590.807              |
| Decatur    | 11.339               | Decaturville  | 826                  |
| DeKalb     | 18.436               | Smithville    | 4305                 |
| Dickson    | 47.366               | Charlotte     | 1166                 |
| Dyer       | 37.684               | Dyersburg     | 17.250               |
| Fayette    | 37.193               | Somerville    | 2931                 |
| Fentress   | 17.420               | Jamestown     | 1892                 |
| Franklin   | 41.207               | Winchester    | 7837                 |
| Gibson     | 48.553               | Trenton       | 4500                 |
| Giles      | 29.024               | Pulaski       | 7813                 |
| Grainger   | 22.546               | Rutledge      | 1275                 |
| Greene     | 65.971               | Greeneville   | 15.446               |
| Grunby     | 14.275               | Altamont      | 1117                 |
| Hamblen    | 61.829               | Morristown    | 27.432               |
| Hamilton   | 330.168              | Chattanooga   | 169.884              |
| Hancock    | 6733                 | Sneedville    | 1323                 |
| Hardeman   | 27.834               | Bolivar       | 5610                 |
| Hardin     | 26.061               | Savannah      | 7262                 |
| Hawkins    | 57.054               | Rogersville   | 4321                 |
| Haywood    | 19.126               | Brownsville   | 10.384               |
| Henderson  | 26.749               | Lexington     | 7804                 |
| Henry      | 31.630               | Paris         | 9920                 |
| Hickman    | 23.768               | Centerville   | 3978                 |
| Houston    | 8075                 | Erin          | 1452                 |
| Humphreys  | 18.173               | Waverly       | 4157                 |
| Jackson    | 10.791               | Gainesboro    | 841                  |
| Jefferson  | 50.221               | Dandridge     | 2557                 |
| Johnson    | 18.107               | Mountain City | 2408                 |
| Knox       | 423.874              | Knoxville     | 183.546              |
| Lake       | 7411                 | Tiptonville   | 4039                 |
| Lauderdale | 26.700               | Ripley        | 7678                 |
| Lawrence   | 40.887               | Lawrenceburg  | 10.783               |
| Lewis      | 11.591               | Hohenwald     | 3822                 |
| Lincoln    | 32.731               | Fayetteville  | 7091                 |
| Loudon     | 45.448               | Loudon        | 4821                 |
| Macon      | 21.561               | Lafayette     | 4333                 |
| Madison    | 96.518               | Jackson       | 63.196               |
| Marion     | 28.138               | Jasper        | 3118                 |
| Marshall   | 29.179               | Lewisburg     | 10.856               |
| Maury      | 79.966               | Columbia      | 33.983               |
| McMinn     | 52.131               | Athens        | 14.128               |
| McNairy    | 25.595               | Selmer        | 4666                 |
| Meigs      | 11.657               | Decatur       | 1456                 |
| Monroe     | 44.848               | Madisonville  | 4556                 |
| Montgomery | 154.460              | Clarksville   | 119.284              |
| Moore      | 6119                 | Lynchburg     | 6119                 |
| Morgan     | 20.365               | Wartburg      | 916                  |
| Obion      | 31.633               | Union City    | 10.643               |
| Overton    | 20.975               | Livingston    | 3547                 |
| Perry      | 7671                 | Linden        | 993                  |
| Pickett    | 4762                 | Byrdstown     | 865                  |
| Polk       | 15.678               | Benton        | 1130                 |
| Putnam     | 69.916               | Cookeville    | 28.901               |
| Rhea       | 30.328               | Dayton        | 6659                 |
| Roane      | 53.399               | Kingston      | 5524                 |
| Robertson  | 63.333               | Springfield   | 16.877               |
| Rutherford | 241.462              | Murfreesboro  | 98.406               |
| Scott      | 21.973               | Huntsville    | 1031                 |
| Sequatchie | 13.369               | Dunlap        | 4943                 |
| Sevier     | 83.527               | Sevierville   | 16.051               |
| Shelby     | 910.100              | Memphis       | 674.028              |
| Smith      | 18.845               | Carthage      | 2227                 |
| Stewart    | 13.087               | Dover         | 1575                 |
| Sullivan   | 153.519              | Blountville   | 2970                 |
| Sumner     | 152.721              | Gallatin      | 28.747               |
| Tipton     | 57.686               | Covington     | 9094                 |
| Trousdale  | 7727                 | Hartsville    | 7727                 |
| Unicoi     | 17.699               | Erwin         | 5809                 |
| Union      | 18.877               | Maynardville  | 1886                 |
| Van Buren  | 5437                 | Spencer       | 1685                 |
| Warren     | 39.690               | McMinnville   | 13.206               |
| Washington | 116.657              | Jonesborough  | 5046                 |
| Wayne      | 16.657               | Waynesboro    | 2126                 |
| Weakley    | 33.227               | Dresden       | 2631                 |
| White      | 24.895               | Sparta        | 4892                 |
| Williamson | 166.128              | Franklin      | 57.380               |
| Wilson     | 106.356              | Lebanon       | 24.103               |

Alabama · Alaska · Arizona · Arkansas · Californië · Colorado · Connecticut · Delaware · Florida · Georgia · Hawaï · Idaho · Illinois · Indiana · Iowa · Kansas · Kentucky · Louisiana · Maine · Maryland · Massachusetts · Michigan · Minnesota · Mississippi · Missouri · Montana · Nebraska · Nevada · New Hampshire · New Jersey · New Mexico · New York · North Carolina · North Dakota · Ohio · Oklahoma · Oregon · Pennsylvania · Rhode Island · South Carolina · South Dakota · Tennessee · Texas · Utah · Vermont · Virginia · Washington · West Virginia · Wisconsin · Wyoming